# 増谷慶一郎
増谷 慶一郎（ますたに けいいちろう、明治38年（1905年）2月23日 - 昭和45年（1970年）12月13日）は日本の実業家、政治家。境港商工会議所第2代会頭。元増谷薬局代表取締役。元境町会議員。三代目当主。本名は正巳。

## 経歴
鳥取県境港市出身。実家は薬種商。
米子中学校（現米子東高校）、金沢医科大学付属薬学専門部（現在の金沢大学薬学部）卒業。
大正14年（1925年）から大阪で自家製剤を修行して帰郷し、家業の薬種商・増谷薬店“杏花堂”を手伝う。昭和22年（1947年）境町の町会議員を務める一方、境港商工会議所初代会頭松本豊の後を受けて2代目会頭に就任する。
昭和25年（1950年）境町だけでなく米子駅前にも出店し、実弟・芳郎とともに有限会社増谷薬局を設立するなど、会社を大きく発展させた。

## 人物像
境高校野球部後援会長として地方高校野球の水準向上に努力し、幾多のスタープレーヤーを輩出させるなど、鳥取県の野球史に残る功労者でもあった。
趣味は野球。住所は境港市相生町。

## 家族
- 妻・いほ（米子市彦名町、高場潤の妹[1]）
- 子・四男三女[1]。

## 関連
- 増谷薬局
- 境港商工会議所